# Cerkasivka, Vinkivți
Cerkasivka (în ucraineană Черкасівка) este un sat în comuna Pokutînți din raionul Vinkivți, regiunea Hmelnîțkîi, Ucraina.

## Demografie
Componența lingvistică a localității Cerkasivka
     Ucraineană (100%)
Conform recensământului din 2001, toată populația localității Cerkasivka era vorbitoare de ucraineană (100%).